# Mikaela Loach
Mikaela Loach (1998) es una activista por la justicia climática jamaiquina con sede en Edimburgo, Escocia, que ha sido nominada para el Global Citizen Prize: UK's Hero Award.
Loach es una estudiante de medicina en la Universidad de Edimburgo que usa su plataforma de Instagram de más de 100 000 seguidores para trabajar para hacer que el movimiento climático sea más inclusivo, enfocándose en las intersecciones de la crisis climática con sistemas opresivos como la supremacía blanca y las injusticias migratorias.
Junto a Jo Becker, Loach es coproductora, escritora y presentadora del YIKES podcast que explora el cambio climático, los derechos humanos y la justicia social.

## Educación y primeros años
Loach nació en Jamaica y se crio en Surrey, Reino Unido. Loach se mudó a Edimburgo para ir a la universidad y actualmente es estudiante de medicina de cuarto año en la Universidad de Edimburgo.

## Haciendo campaña

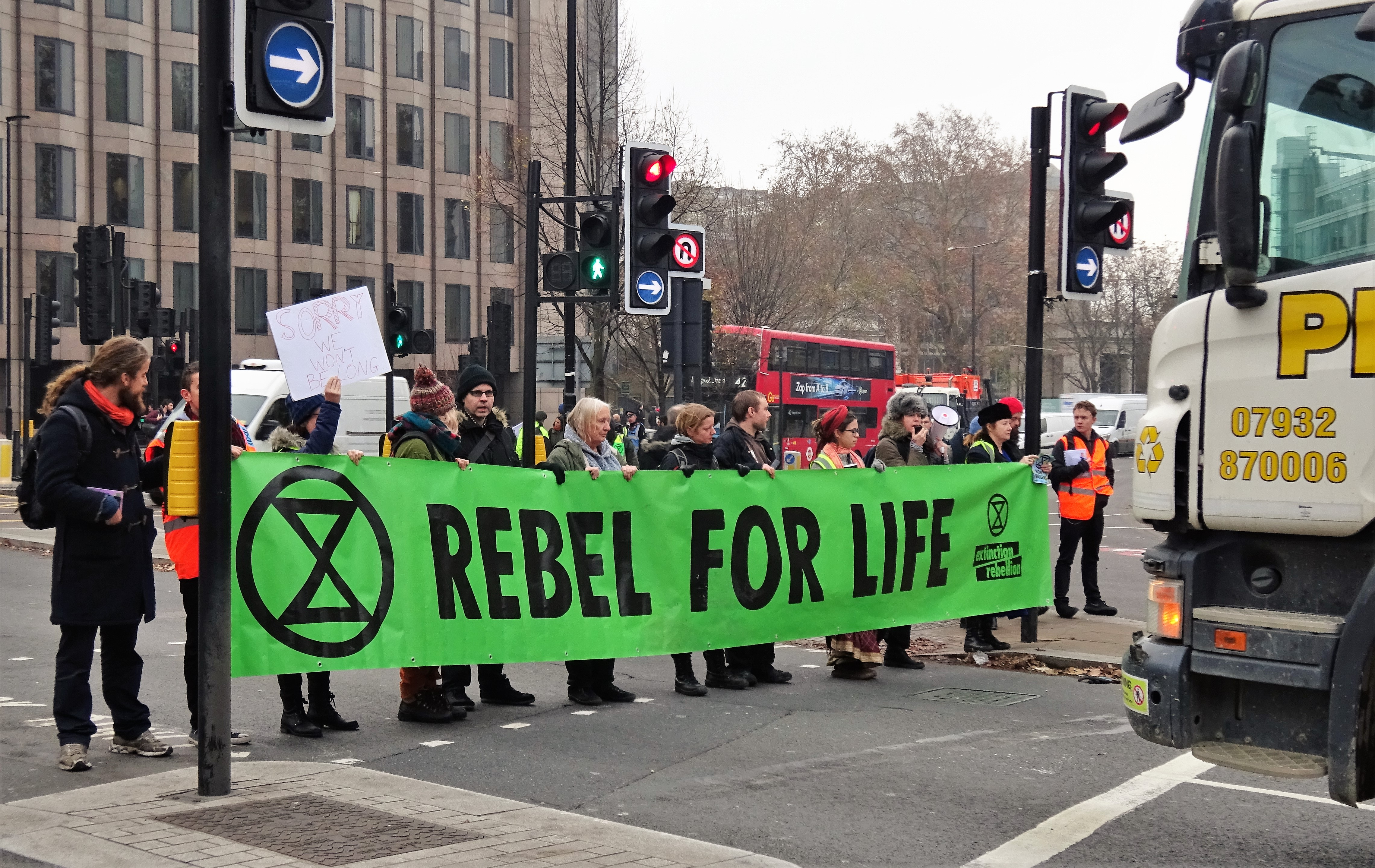
Manifestación de Extinction Rebellion en Londres, 2018.

Cuando era adolescente, Loach comenzó a tomar conciencia de la intersección entre la justicia ambiental y racial. En 2019, Loach se convirtió en miembro del movimiento ambiental Extinction Rebellion (XR) y en octubre de 2019 viajó desde Edimburgo a Londres para participar en las protestas de XR para exigir que los políticos escuchen y actúen sobre la crisis climática. Llevó un diario de sus experiencias. En la protesta de XR de 2019, Loach se encerró en un escenario de Extinction Rebellion Scotland en un intento de impedir que la policía despejara la protesta.Fue encerrada en el escenario durante aproximadamente ocho horas antes de que ella y los demás manifestantes encerrados se liberaran voluntariamente. Loach también hace campaña con Climate Camp Scotland.

Hablando con la BBC, Loach dijo sobre su motivación::
"He estado cambiando cosas en mi estilo de vida durante mucho tiempo para tratar de ser más ecológico, pero hace unos meses me di cuenta de que no importa si me hago vegano o no desperdicio si el gobierno no hace nada. Es necesario que haya grandes cambios estructurales."
Loach afirma que empezó a ir a las marchas "cuando la crisis de los refugiados estaba en todas las noticias hace unos años. Me interesé mucho en los derechos de los migrantes y los refugiados y me ofrecí como voluntaria en el campo de Calais... Pero un día me di cuenta de que estas cosas estaban realmente interconectadas: la crisis climática está relacionada con la crisis de los refugiados, y ambas también están relacionadas con la injusticia racial y los legados del colonialismo.”
A través de sus redes sociales y como escritora de Eco-Age, Loach aboga por la justicia ambiental, la justicia racial, la moda sostenible y los derechos de los refugiados. También ha sido invitada en varios podcasts, incluido el podcast Age of Plastic de Andrea Fox y el podcast Good Ancestor de Layla Saad. Loach fue ponente en la Conferencia Juventud Contra el Carbono de Zúrich. En 2020, Loach creó el podcast YIKES con Jo Becker.
Por su trabajo de activismo, Loach fue nombrada en la Woman's Hour Power List de la BBC.